# エクスプローラー (旅客船)
エクスプローラー（Explorer）は、アメリカ合衆国ペンシルベニア州にあるピッツバーグ大学が運航していたクルーズ客船。
当初はロイヤル・オリンピッククルーズの「オリンピア・エクスプローラー」として建造。同社が倒産の後にピッツバーグ大学に買収され、2004年に「エクスプローラー」に改名し洋上大学の専用船として約3ヶ月間の世界一周を年間2回実施していた。ピッツバーグ大学の洋上大学船としては三代目にあたる。
その後2015年をもって大学専用船から引退し、再度クルーズ客船として2015年にセレスティアル・クルーズにて「セレスティアル・オデッセイ」、2016年以降はダイヤモンド・クルーズにて「グローリー・シー」として運航。

## 大学船時代の主な寄港地
エンセナダ、ホノルル、神戸、青島、香港、ホーチミンシティー、ヤンゴン、チェンナイ、ポートスエズ、イスタンブール、ドブロブニク、フォートローダーデイル、シアトル

## ギャラリー

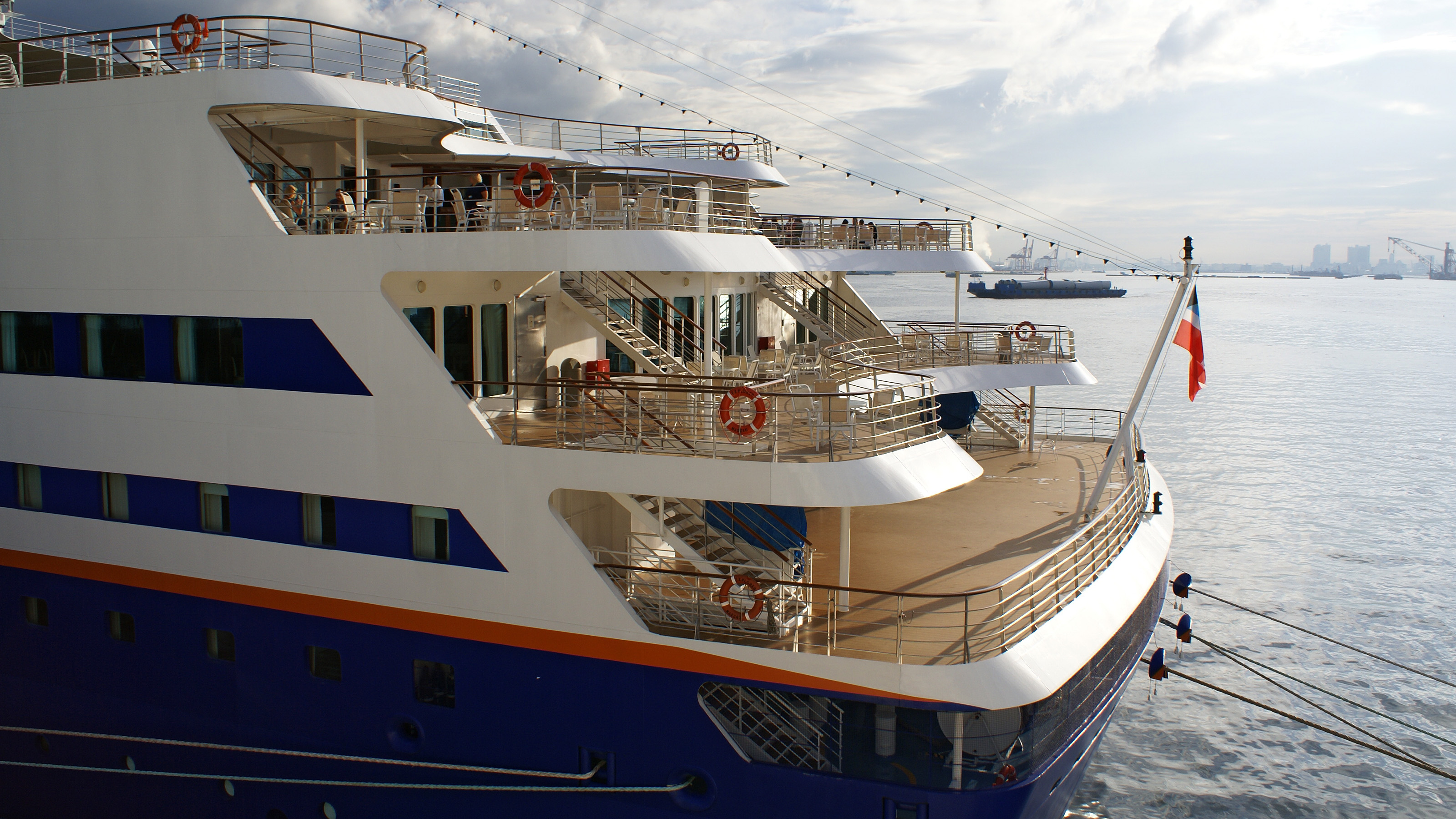
船尾デッキ
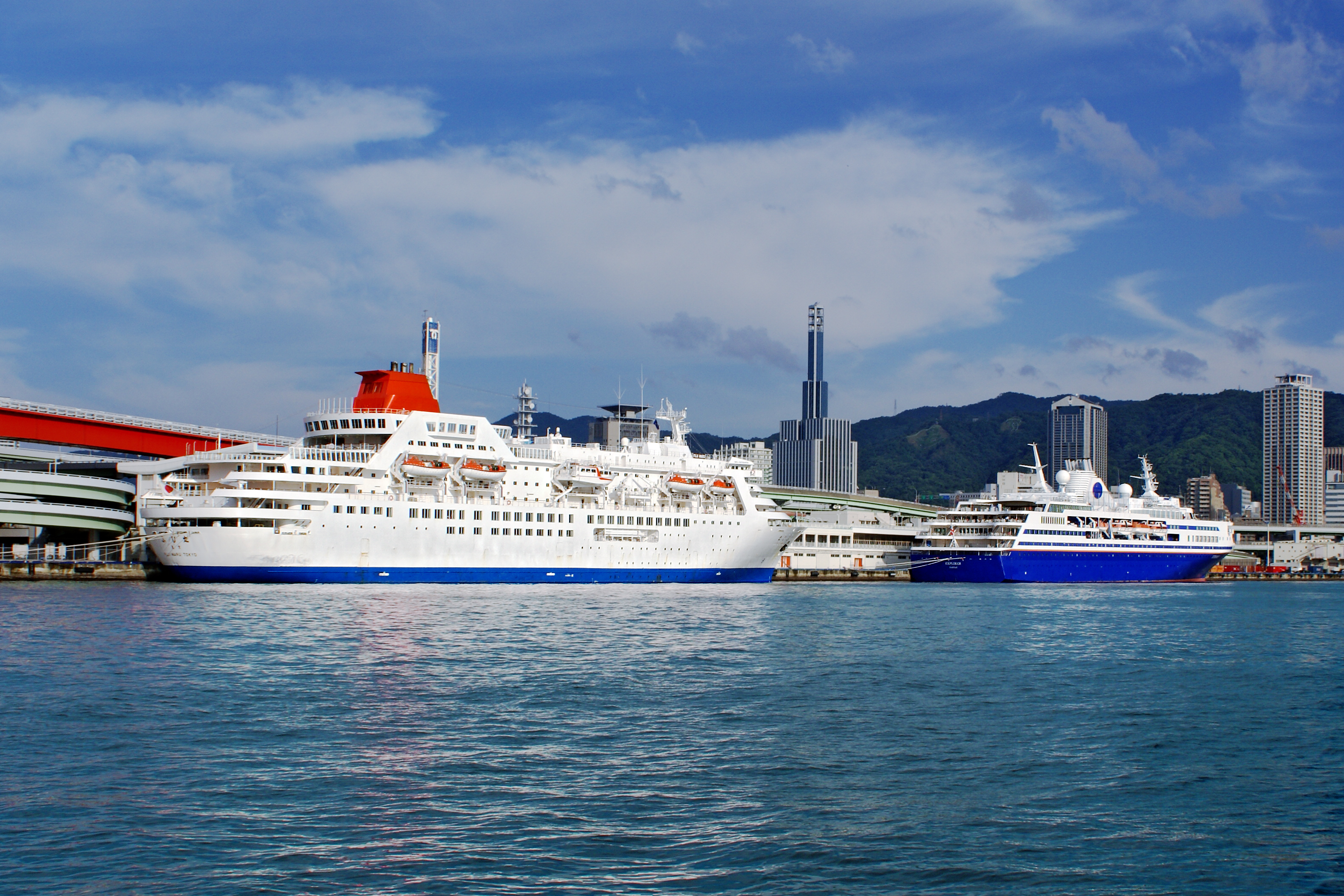
ふじ丸と並んで接岸するエクスプローラー